# Calamus wanggaii
Calamus wanggaii är en enhjärtbladig växtart som beskrevs av William John Baker och John Dransfield. Calamus wanggaii ingår i släktet Calamus och familjen Arecaceae. Inga underarter finns listade i Catalogue of Life.